# Reservatório da Patriarcal

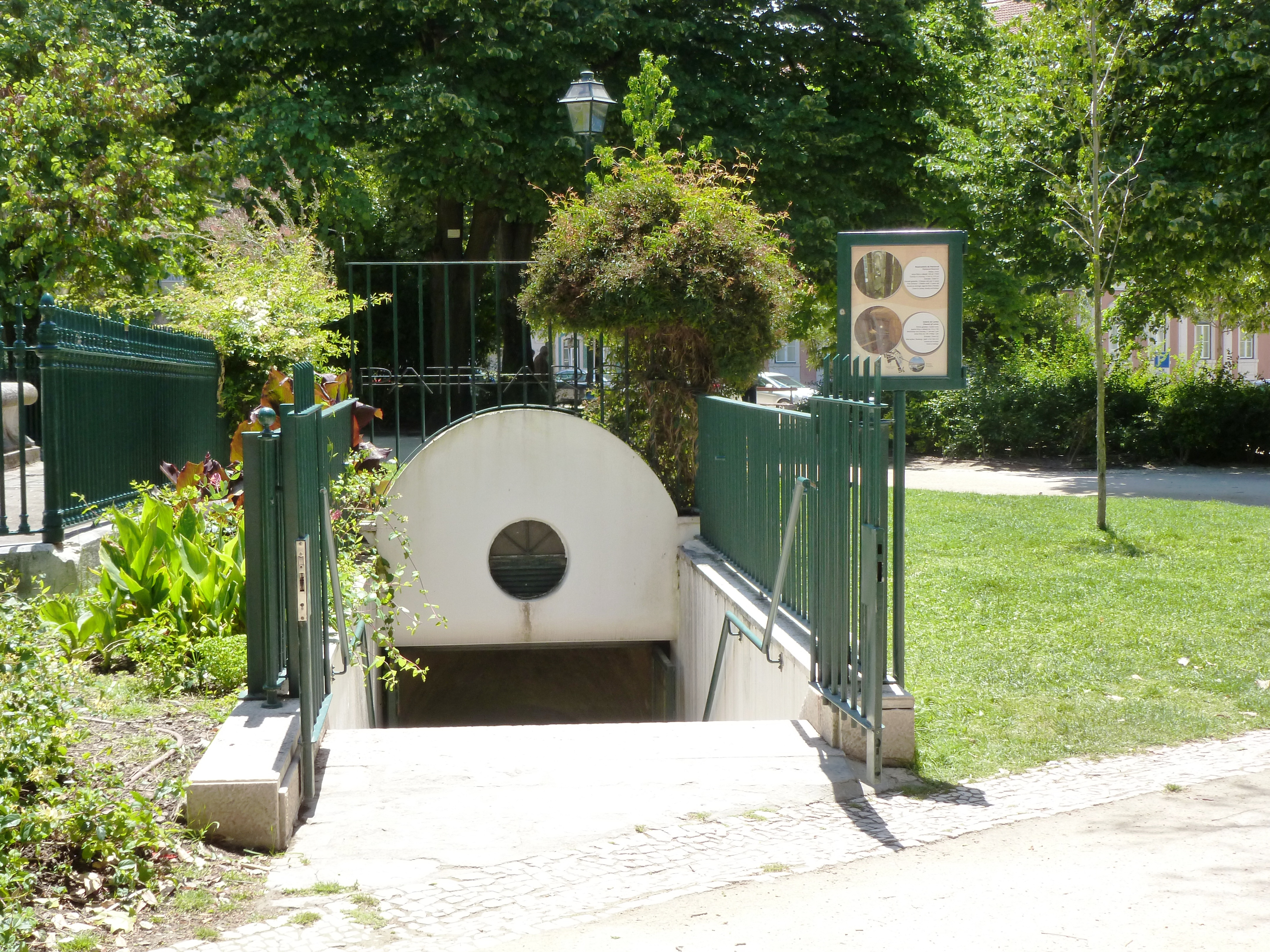
Entrada do reservatório

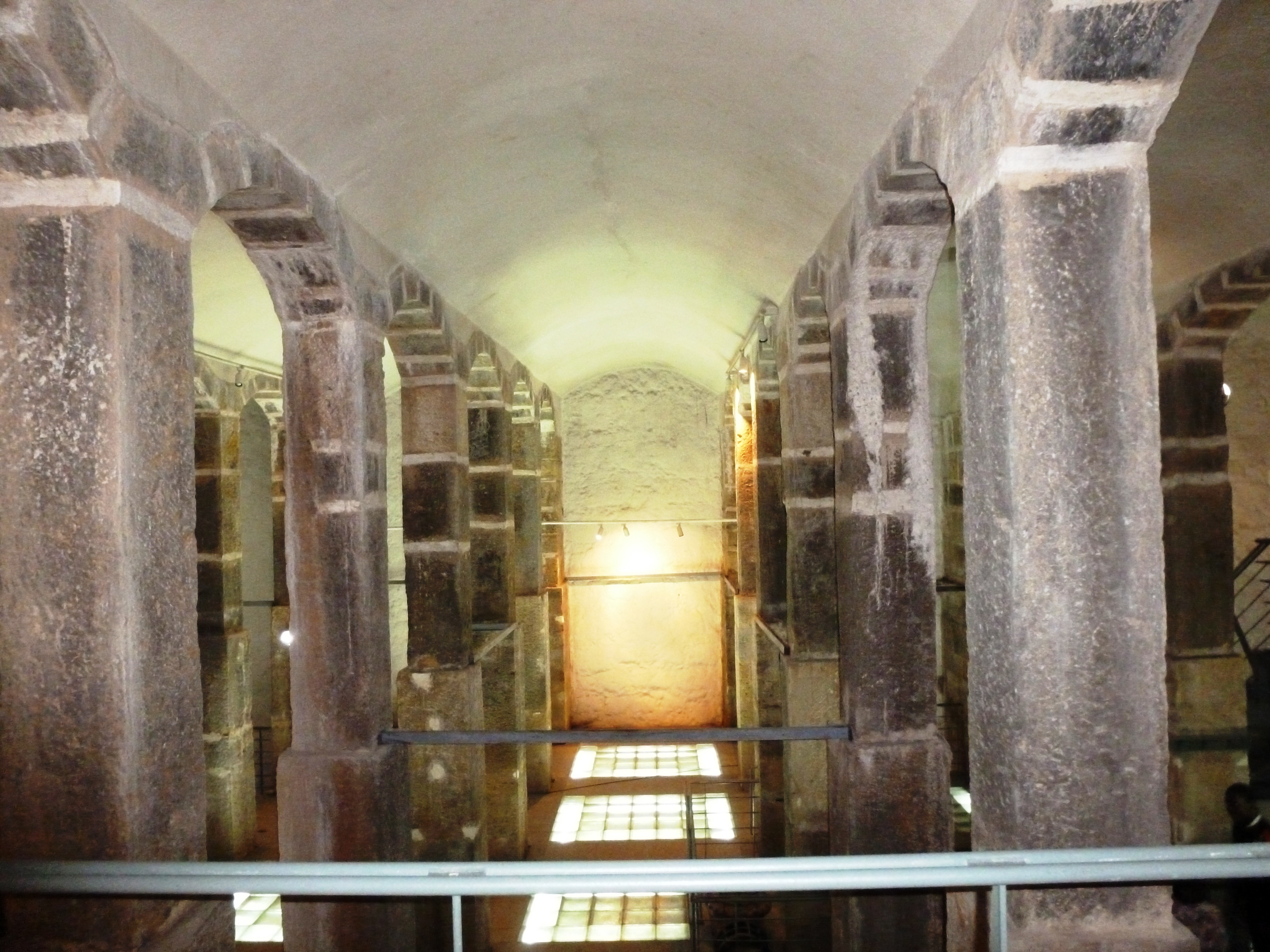
Abóbada

O Reservatório da Patriarcal está localizado no subsolo da Praça do Príncipe Real, e foi projectado em 1856 pelo engenheiro francês Louis-Charles Mary. Foi construído entre 1860 e 1864 para servir a rede de distribuição de água da cidade de Lisboa, constituindo em tempos  lisboeta.
O reservatório com capacidade de 880 m³, tem 31 pilares com 9.25 metros estas abobadas e já no jardim na sombra do arvoredo exterior, encontra-se um lago com repuxo.
A localização do reservatório e a sua ambiência interior, levaram a que a EPAL através do Museu da Água, com o apoio da Sociedade Lisboa 94, concretizasse um projecto de recuperação, pelo qual foram em dia é palco de várias iniciativas culturais, desde espectáculos, exposições de pintura, escultura e fotografia, entre outras.
O Reservatório da Patriarcal foi distinguido com o Prémio Municipal de Arquitectura "Eugénio dos Santos" de 1995.
O Reservatório da Patriarcal constitui atualmente um dos quatro núcleos do Museu da Água da EPAL em Lisboa.